# ديفيد بيرستو
ديفيد بيرستو (بالإنجليزية: David Bairstow)‏ هو لاعب كرة قدم ولاعب كريكت بريطاني في مركز الهجوم، ولد في 1 سبتمبر 1951، وتوفي في 5 يناير 1998 بسبب شنق. لعب مع برادفورد سيتي.

## وصلات خارجية
- ديفيد بيرستو على موقع إي آس بي آن كريك إنفو (الإنجليزية)